# Anton Burger
Anton Burger (19. listopadu 1911 Neunkirchen, Rakousko – 25. prosince 1991 Essen, Německo) byl rakouský nacista, za druhé světové války člen SS-Obersturmführer a vedoucí koncentračního tábora v Terezíně.

## Životopis
Narodil se do rodiny obchodníka s papírem a i on se po základní škole vyučil obchodníkem. V roce 1930 vstoupil do rakouské armády a v roce 1932 se v Rakousku stal členem tehdy ještě zakázané NSDAP, proto byl z armády propuštěn. Poté ilegálně přejel do německého Lechfeldu, kde se stal členem tzv. Rakouské legie. Jednalo se o malou skupinu exilových Rakušanů sympatizujících s NSDAP. Nedlouho poté vstoupil do SA. V roce 1935 získal německou státní příslušnost a během své nezaměstnanosti žil v kasárnách SA.
Dne 12. března 1938 se ve Vídni s Rakouskou legií zúčastnil tzv. anšlusu. Poté se stal členem SS a pracoval ve vídeňském Ústředí pro vystěhování Židů. Jeho šéfem byl Adolf Eichmann. V létě 1939 byl přeložen ve stejné funkci do Prahy a v dubnu 1941 byl povýšen na Untersturmführera. Na jaře 1941 byl přeložen do Brna.
V únoru 1943 byl vyslán do Soluně, společně s SS-Hauptsturmführerem Dieterem Wislicenym, kde společně organizovali deportace Židů do koncentračního tábora Auschwitz-Birkenau. Během šesti měsíců bylo deportováno 46 000 lidí, kteří byli v Auschwitz-Birkenau usmrceni. Od 5. července 1943 se po Sigfriedovi Seidlovi stal vedoucím tábora v Terezíně. Sám sestavoval transportní listiny, sám usmrcoval terezínské vězně. V březnu 1943 se stal vedoucím referátu pro židovské otázky a vedoucím policie a SD (BdS) v Athénách. Jeho úkolem bylo deportovat židovské obyvatele Rhodosu a Korfu, něco kolem 7000 osob, do koncentračního tábora Auschwitz.
Při skončení války se mu podařilo, že byl internován nepoznán v zajateckém táboře u Salcburku, kdy ho teprve až v roce 1947 odhalili jako vedoucího tábora v Terezíně. V mezičase byl soudem v Litoměřicích odsouzen k smrti. Ze zajateckého tábora se mu podařilo uprchnout. Až do roku 1951 žil pod falešným jménem v rodném městě Neunkirchenu. Poté byl zatčen, ale už 9. dubna 1951 se mu znovu podařilo uprchnout. Pod falešným jménem Bauer žil v rakousko-německém pohraničí. V letech 1960–1961 byl správcem horské chaty. Pod jménem Wilhelm Bauer byl zaměstnán od roku 1962 do roku 1974 u firmy v německém Essenu. Po srdečním infarktu žil až do své smrti jako penzista v Německu. Až v roce 1994, více než dva roky po jeho smrti, byla jeho identita potvrzena za pomoci údajů lovce nacistů Simona Wiesenthala.